# Ekhö, de spiegelwereld
Ekhö of voluit Ekhö de spiegelwereld (originele titel: Ekhö monde miroir) is een Frans-Italiaanse stripreeks geschreven door Christophe Arleston en getekend door Alessandro Barbucci. 
In Nederland wordt Ekhö uitgegeven door Uitgeverij L.

## Inhoud
Fourmille Gratule, de aantrekkelijke hoofdpersoon van deze reeks, is per vliegtuig nietsvermoedend onderweg naar New York, wanneer plots een eekhoornachtig diertje opduikt en haar vraagt of ze de erfenis van haar overleden tante Odelalie wil aanvaarden. 
Tot haar eigen verbazing stemt ze toe en direct slaat de bliksem in het vliegtuig in en zit ze ineens op een zogenaamde vliegtuigdraak met als bestemming New York, maar wel het New York van de spiegelwereld Ekhö waar alles net even anders in elkaar steekt.

## Albums
1. New York (2013)
2. Paris Empire (2013)
3. Hollywood Boulevard (2014)
4. Barcelona (2015)
5. Het geheim van de Preshaunen (2016)
6. Deep south (2016)
7. Swinging London (2017)
8. De sirene van Manhattan (2019)
9. Abidjan-Nairobi express (2020)
10. Een spook in Peking (2021)
11. Hot tabaaasco! (2022)
12. De Walkure van de fjorden (2023)